# Chinoproteina glucosio deidrogenasi
La chinoproteina glucosio deidrogenasi è un enzima appartenente alla classe delle ossidoreduttasi, che catalizza la seguente reazione:
D-glucosio + ubichinone ⇄ D-glucono-1,5-lattone + ubichinolo
L'enzima richiede Mg2+ o Ca2+ per mostrare l'attività massima. Si tratta di una chinoproteina contenente PQQ, che catalizza l'ossidazione diretta da D-glucosio a D-gluconato nello spazio periplasmico di diversi batteri e contemporaneamente il trasferimento di elettroni alla ubichinolo ossidasi (attraverso l'ubichinone) nella catena respiratoria.